# Exército da Noruega

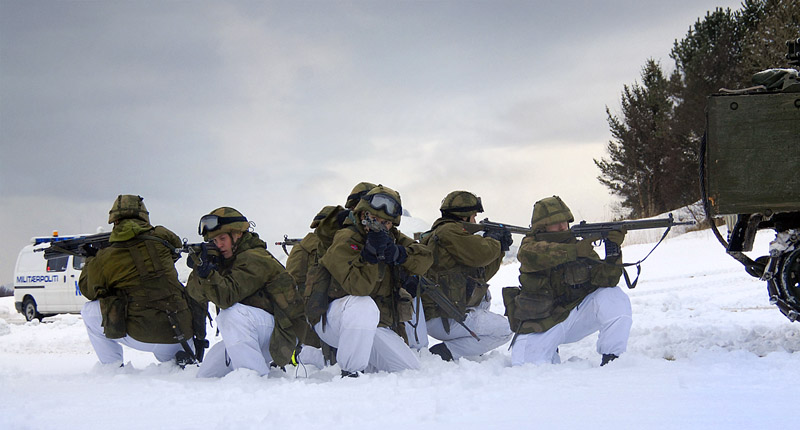
Soldados noruegueses.

O Exército da Noruega ou Exército norueguês (em norueguês: Hæren Norge) é o maior ramo da defesa e o mais antigo das Forças Armadas da Noruega, e é responsável pelo serviços de forças terrestres e no conhecimento no campo militar do país. Foi fundado em 1628 e alcançou a sua independência plena em 1905. No primeiro século de sua recente história já atuou em grandes conflitos da Europa, como a Segunda Guerra Mundial, Guerra fria e no exterior, como a Guerra contra o terrorismo. Está sediada em Bardufoss.

## Imagens

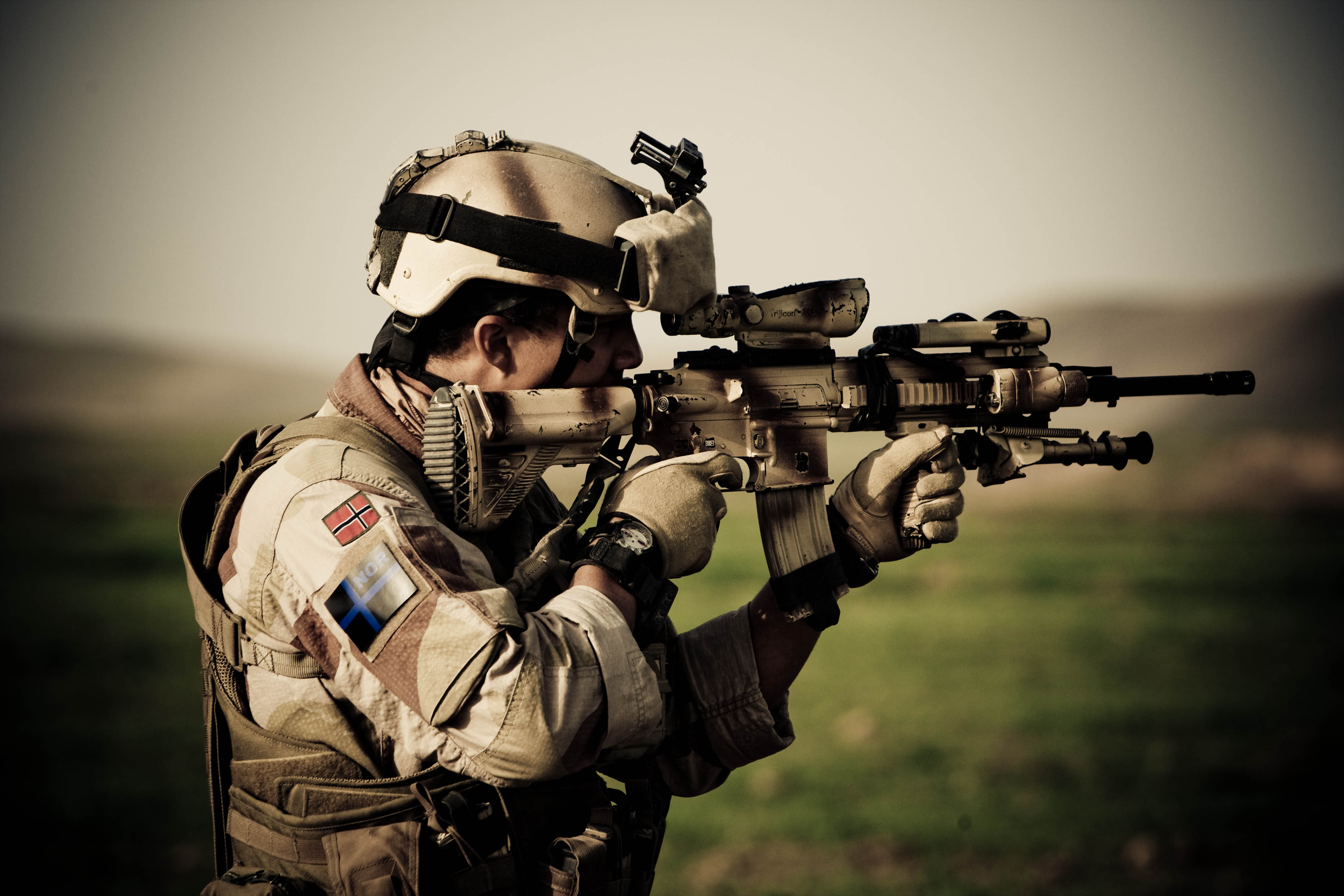
Um militar norueguês no Afeganistão, em 2010, armado com um fuzil HK416.
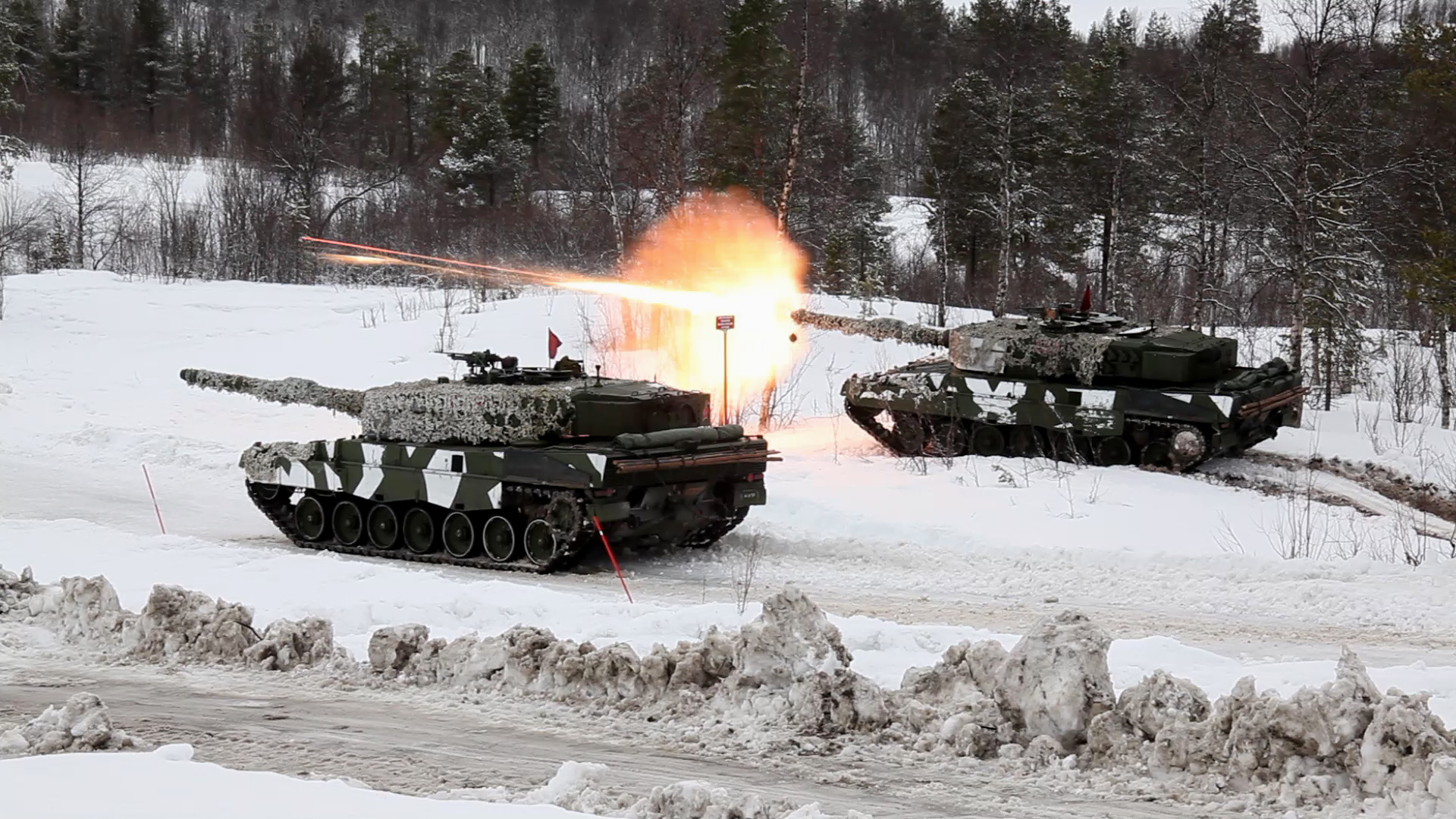
Tanques Leopard 2A4NO, de fabricação alemã, da Noruega.
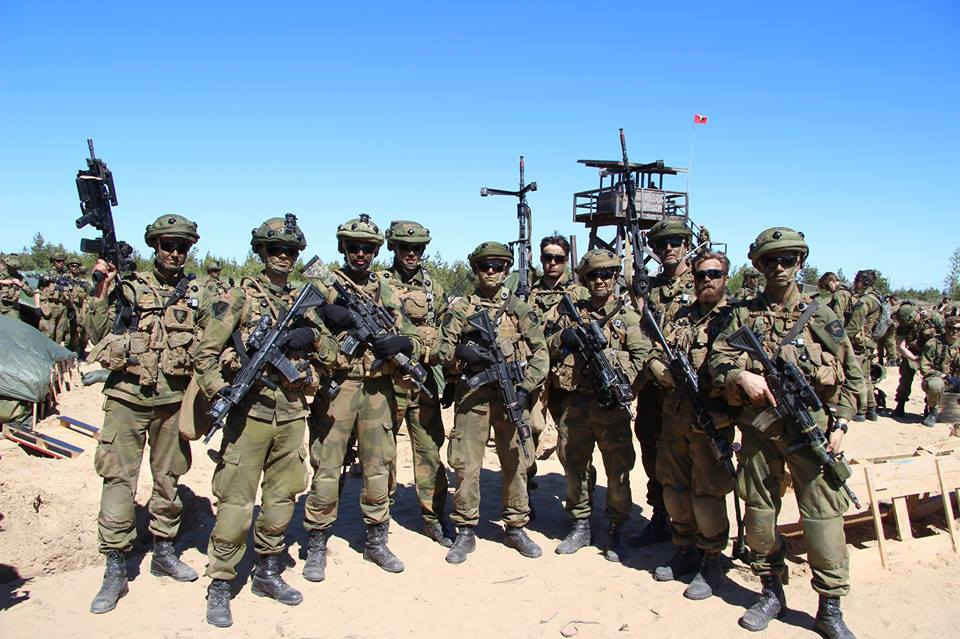
Soldados noruegueses durante um exercício conjunto da OTAN, em 2015, na Letônia.